# Helen Gries
Helen Gries (* 1984) ist eine deutsche Vorderasiatische Archäologin.

## Werdegang
Helen Gries studierte von Oktober 2005 bis Juli 2010 Vorderasiatische Archäologie, Altorientalische Philologie sowie Vor- und Frühgeschichte an der Universität Mainz. Es folgte ein Promotionsstudium an den Universitäten Mainz und München. Im März 2014 wurde Gries bei Adelheid Otto an der Universität München mit einer Dissertation zum Thema Der Aššur-Tempel in Aššur promoviert. Für ihre Arbeit wurde sie mit dem Promotionspreis der Fakultät für Kulturwissenschaft der Universität München ausgezeichnet. Nachdem Gries schon von April bis Juli 2011 Wissenschaftliche Mitarbeiterin am Institut für Ägyptologie und Altorientalistik der Universität Mainz gewesen war, war sie von April 2014 bis August 2014 Wissenschaftliche Assistentin am Institut für Vorderasiatische Archäologie der Universität München. Seit August 2015 ist Gries Wissenschaftliche Mitarbeiterin des Vorderasiatischen Museums in Berlin und dort als Kuratorin für Süd- und Zentralmesopotamien zuständig. Hier war sie auch die Leiterin des DFG-Projekts Die Rekonstruktion der Glasurziegelfassaden aus Assur im Vorderasiatischen Museum (GlAssur).
Gries widmet sich neben Forschungen zur materiellen Kultur und Archäologie Mesopotamiens insbesondere der Forschungs-, Fach- und Museumsgeschichte. Sie ist Vorstandsmitglied (Stellvertretende Schriftführerin) der Deutschen Orient-Gesellschaft.

## Publikationen (Auswahl)
- Der Assur-Tempel in Assur. Das assyrische Hauptheiligtum im Wandel der Zeit (= Ausgrabungen der Deutschen Orient-Gesellschaft in Assur. A: Baudenkmäler aus assyrischer Zeit, Band 16 = Wissenschaftliche Veröffentlichungen der Deutschen Orient-Gesellschaft, Band 149). 2 Bände, Harrassowitz, Wiesbaden 2017, ISBN 978-3-447-10858-4 [Druckfassung der Dissertation].
- Herausgeberin mit Anja Fügert: Glazed Brick Decoration in the Ancient Near East. Proceedings of a Workshop at the 11th International Congress of the Archaeology of the Ancient Near East (Munich) in April 2018. Archaeopress, Oxford 2018, ISBN 978-1-78969-605-9 (Druck), ISBN 978-1-78969-606-6 (E-Book) (Digitalisat).
- Das Ischtar-Tor aus Babylon. Vom Fragment zum Monument. Schnell + Steiner, Regensburg 2022, ISBN 978-3-7954-3715-2.
  - englische Fassung; The Ishtar Gate of Babylon. From fragment to monument. Schnell + Steiner, Regensburg 2022, ISBN 978-3-7954-3726-8.
  - spanische Fassung; La Puerta de Ishtar de Babilonia. Del fragmento al monumento. Schnell + Steiner, Regensburg 2022, ISBN 978-3-7954-3728-2.
  - italienische Fassung; La Porta di Ištar da Babilonia. Da frammento a monumento. Schnell + Steiner, Regensburg 2022, ISBN 978-3-7954-3727-5.